# 埃弗格林鎮區 (密歇根州薩尼拉克縣)
埃弗格林鎮區（英語：Evergreen Township）是位於美國密歇根州薩尼拉克縣的一個行政鎮區。

## 地方資料
埃弗格林鎮區的面積為91.60平方千米，當中陸地面積為91.60平方千米，而水域面積為0.00平方千米。根據2020年美國人口普查的數據，當地共有人口961人，而人口密度為每平方千米10.49人。